# Скопинский электротехнический колледж
Скопи́нский электротехни́ческий ко́лледж — среднее специальное учебное заведение, расположенное в городе Скопин Рязанской области.

## История

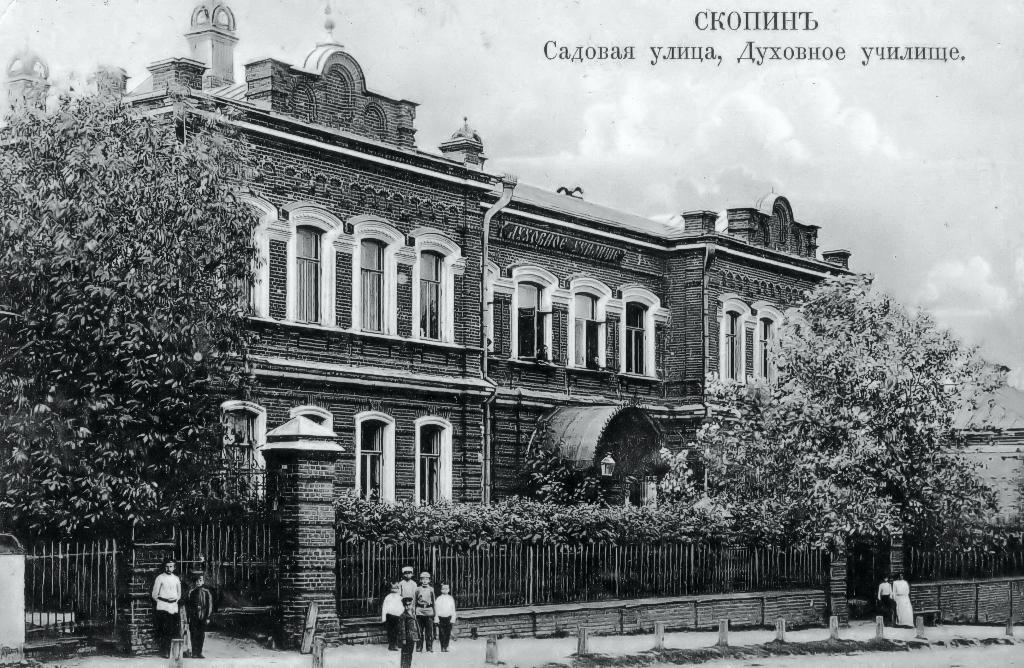
Старое здание учебного заведения

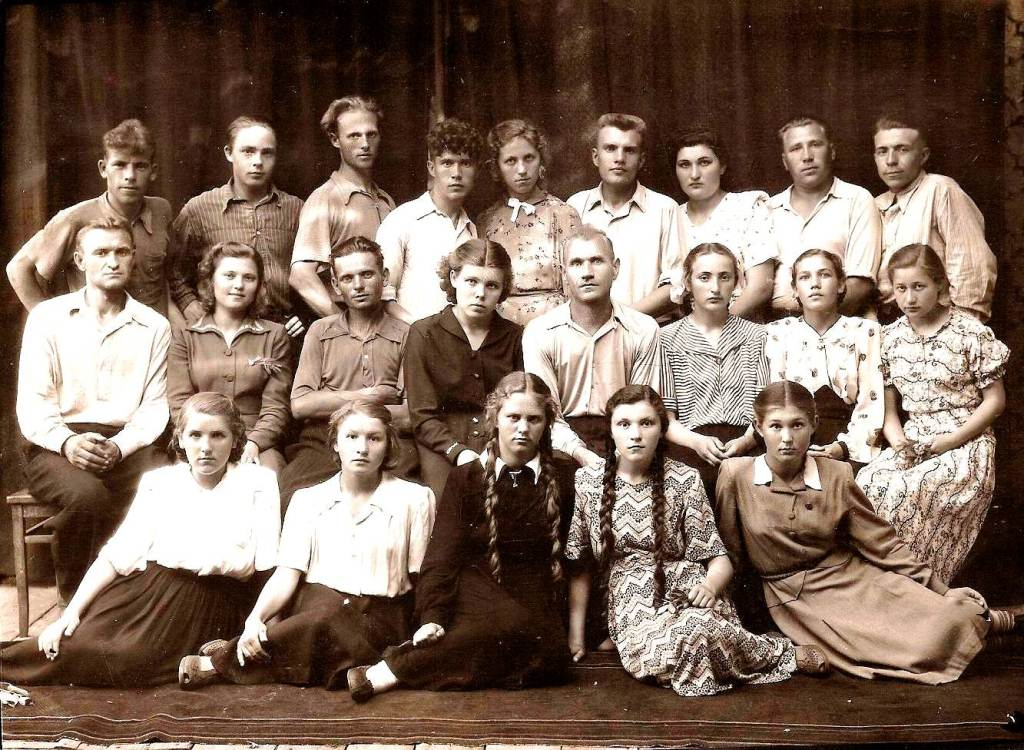
Скопинский горный техникум, выпуск 1954 года

Ведёт историю с 1932 года, когда был основан Скопинский горный техникум. В Рязанской области в это время шла интенсивная разработка месторождений Подмосковного угольного бассейна. К 1940 году учебному заведению удалось подготовить более 500 электромехаников, техников по эксплуатации пластовых месторождений и техников-маркшейдеров.
В годы Великой Отечественной войны в здании учебного заведения работал эвакогоспиталь № 1379. При участии студентов, а также директора техникума Николая Георгиевича Гирёва, был сформирован Скопинский истребительный батальон.
В середине 1940-х годов к учебному заведению были присоединены Скопинский строительный техникум и Скопинский техникум промышленного транспорта. Численность студентов по состоянию на 1946 год — 589 человек, на начало 1950-х — 2500 человек. 26 ноября 1946 года началось строительство дополнительного учебного корпуса. В 1950 году Скопинский горный техникум — второй по величине среди всех горных техникумов СССР. Построены новый учебный корпус, общежития для учащихся, два дома для преподавателей. Специальности этого времени: «Шахтный подземный транспорт и связь», «Планирование производства предприятий горной промышленности», «Маркшейдерское дело», «Бухгалтерский учёт». Библиотечный фонд — 43 тысячи книг.
К началу 1960-х годов месторождения полезных ископаемых в Скопинском районе стали иссякать, шахты — закрываться. В райцентре были открыты новые заводы и предприятия, для которых было необходимо готовить соответствующие кадры. В июле 1962 года Скопинский горный техникум было решено переименовать в Скопинский горномашиностроительный техникум. Появились новые специальности — «Горное машиностроение», «Металлургия редких металлов».
15 июля 1971 года распоряжением Совета Министров СССР № 1426-Р Скопинский горномашиностроительный техникум переведён из ведения Министерства тяжёлого машиностроения СССР в ведение Министерства сельского хозяйства РСФСР и в соответствии с приказом № 490 переименован в Скопинский сельскохозяйственный техникум. К 1975 году на очном отделении функционируют 15 учебных групп, обучение идёт по специальностям «Электрификация сельского хозяйства», «Механизация и электрификация животноводства», «Бухгалтерский учёт», «Горное машиностроение». В 1987 году техникум переезжает в новый учебный корпус на 960 учащихся, студенты получают новое общежитие на 360 человек.
22 мая 2006 года в соответствии с распоряжением Правительства Рязанской области № 193-Р и Приказом № 8 Управления по делам образования, науки и молодёжной политики Скопинский сельскохозяйственный техникум реорганизован в областное государственное образовательное учреждение среднего профессионального образования «Скопинский технико-экономический колледж». В 2008 году учебное заведение стало победителем по результатам конкурсного отбора инновационных образовательных программ «Создание на базе ОГОУ СПО „Скопинский технико-экономический колледж“ Центра интегрированного обучения (ЦИПИО) по подготовке специалистов для высокотехнологичных производств в развитии агропромышленного комплекса Рязанской области „электромеханического профиля“». 13 января 2009 года ОГОУ СПО «Скопинский технико-экономический колледж» награждён Почётной грамотой с занесением во Всероссийский национальный регистр «Лучшие ССУЗы России» в рубрике «Элита образования России». В сфере высшего профессионального образования ведётся активное сотрудничество с Рязанским государственным агротехнологическим университетом имени П. А. Костычева.
8 июля 2012 года путём слияния Скопинского технико-экономического колледжа и Агротехнологического техникума города Скопин был создан Скопинский электротехнический колледж.
5 июня 2013 года учебное заведение посетил губернатор Рязанской области Олег Ковалёв.

## Специальности

### Факультет электроэнергетики и транспорта
- Техническая эксплуатация и обслуживание электрического и электромеханического оборудования (техник);
- Техническое обслуживание и ремонт автомобильного транспорта (техник);
- Электроснабжение (техник);
- Монтаж и техническая эксплуатация промышленного оборудования (техник-механик);
- Электрификация и автоматизация сельского хозяйства (техник);
- Механизация сельского хозяйства (техник).

### Факультет информатизации и экономики
- Экономика и бухгалтерский учёт (бухгалтер, специалист по налогообложению);
- Банковское дело (специалист банковского дела);
- Прикладная информатика (техник-программист);
- Информационные системы (техник по ИС).

### Факультет подготовки профессий
- Сварщик (электрогазосварщик, электросварщик неавтоматических и полуавтоматических машин, электросварщик ручной сварки);
- Парикмахер;
- Мастер строительно-отделочных работ (штукатур, маляр, плиточник);
- Автомеханик (водитель автомобиля);
- Слесарь по ремонту;
- Оператор ЭВМ
- Электромонтёр;
- Токарь;
- Оператор станков с ЧПУ;
- Продавец, контролёр-кассир.

### Факультет заочного обучения
- Экономика и бухгалтерский учёт;
- Техническая эксплуатация и обслуживание электрического и электромеханического оборудования;
- Электроснабжение;
- Техническое обслуживание и ремонт автомобильного транспорта;
- Прикладная информатика.

## Высшее образование
После окончания колледжа можно продолжить обучение по сокращённым программам высшего профессионального образования заочной формы в Рязанском государственном агротехнологическом университете имени П. А. Костычева, соответствующего профиля родственных специальностей (период обучения 3-4 года):
- Бухгалтерский учёт, анализ и аудит;
- Прикладная информатика в экономике;
- Электрооборудование и электротехнологии в агропромышленном комплексе;
- Автомобильный сервис.

## Известные выпускники
- Алексей Труфилов (1938—2005) — поэт, журналист, член Союза писателей СССР и России;
- Василий Безбородов (Герой Советского Союза);
- Пётр Шарков (директор Сталиногорского строительного техникума, Копейского горного техникума);
- Михаил Сафохин (ректор Кузбасского политехнического института с 1977 по 1993 гг. Профессор, доктор технических наук, заслуженный деятель науки и техники, академик Российской академии естественных наук);
- Анатолий Бородкин (директор ОАО «Энергомаш» (г. Тверь)[3];
- Николай Панов (почётный железнодорожник России, участник Забайкальской экспедиции 1960 года по разведке запасов меди);
- Вячеслав Осин (федеральный инспектор по Рязанской области Управления аппарата полномочного представителя Президента РФ в Центральном федеральном округе с 2001 по 2007 гг.);
- Пётр Алабин (заместитель Председателя Рязанской областной Думы, кандидат экономических наук);
- Марина Бондарева (поэтесса).

## Директора
- Пётр Марков;
- Даниил Мигачёв;
- Николай Гирёв;
- Максим Скоробогатов;
- Михаил Дмитриев;
- Иван Пряхин;
- Сергей Степанов;
- Валерий Серёгин;
- Виктор Кузнецов.